# Affaire Procola contre Luxembourg
L'arrêt Procola c. Luxembourg du 28 septembre 1995 est un grand arrêt de la jurisprudence de la Cour européenne des droits de l'homme.

## Faits
L'Association agricole pour la promotion de la commercialisation laitière (dite Procola) attaque en justice une loi luxembourgeoise qui vise à transposer en droit national la politique des quotas laitiers de l'Union européenne. Insatisfaite de la décision, la société fait un recours contre le Grand-Duché de Luxembourg auprès de la Cour européenne des droits de l'homme sur le principe que le pays a violé le principe de la séparation des pouvoirs en donnant à son Conseil d’État à la fois un rôle de conseil au gouvernement et un rôle juridictionnel dans le cadre de l'affaire. En effet, le Conseil d’État (comité du contentieux) avait rejeté la requête de Procola, alors que plusieurs membres du comité avaient, par le passé, pris part à l'élaboration de l'avis du Conseil sur le projet de loi en cause.

## Décision
La Cour européenne des droits de l'homme a considéré à l'unanimité que l'article 6 de la Convention européenne des droits de l'homme a été violé en raison de la participation des mêmes conseillers d'État luxembourgeois à l'adoption d'un avis sur un règlement puis à l'examen de recours contentieux invoquant l'irrégularité de ce règlement.
Elle juge ainsi qu'« il y a eu confusion, dans le chef de quatre conseillers, de fonctions consultatives et de fonctions juridictionnelles [...] le seul fait que certaines personnes exercent successivement, à propos des mêmes décisions, les deux types de fonctions est de nature à mettre en cause l'impartialité structurelle de ladite institution ».

## Portée
En 1996, en réponse à la décision de la CEDH, le Luxembourg a retiré au Conseil d’État sa fonction juridictionnelle, et l'a transférée à des juridictions administratives.